# Melen
Melen is een plaats en deelgemeente van de Belgische gemeente Soumagne. De plaats telt 1234 huishoudens.

## Geschiedenis
In de 13e eeuw was Melen een leen van het Sint-Dionysiuskapittel te Luik. Als voogd fungeerde de Hertog van Brabant. In 1355 werd dit leen uitgeruild en kwam het aan de Bisschoppelijke tafel van het Prinsbisdom Luik. In de 17e en 18e eeuw werd de heerlijkheid meermaals uitgegeven aan een particulier. Eind 18e eeuw werd Melen een zelfstandige gemeente.
Op 8 augustus 1914 vielen tijdens de Duitse invasie door het 56e en 165e regiment van het Duitse Keizerrijk 108 burgerslachtoffers en werden 60 huizen vernietigd.
Bij de gemeentelijke herindeling van 1977 werd Melen opgenomen in de fusiegemeente Soumagne.

## Demografische ontwikkeling
- Bronnen:NIS, Opm:1831 tot en met 1970=volkstellingen, 1976= inwoneraantal op 31 december

## Bezienswaardigheden
- Sint-Jobkerk
- Kasteel van Melen
- Diverse historische boerderijen.

## Natuur en landschap
Melen ligt in de provincie Luik, in het Land van Herve. Melen ligt op een hoogte tussen de 185 en 290 m. Ten zuidoosten van de kom ontspringt de Ruisseau de Melen, welke in noordelijke richting naar de Bollandbeek loopt. Ten het zuiden van Melen loopt de autoweg A3 (Brussel-Luik-Aken). Verder is de omgeving landelijk, met vooral landbouw en veehouderij.

## Diversen
Melen heeft een band met de Franse plaats Mercury in het departement Saône-et-Loire.

## Geboren in Melen
- Alfred Califice, minister van Staat
- Lambert Lemaire, toneelschrijver in het Waals.

## Nabijgelegen kernen
Cerexhe, Micheroux, Bolland
Deelgemeenten: Ayeneux · Cerexhe-Heuseux · Évegnée-Tignée · Melen · Micheroux

Overige plaatsen: Évegnée · Heuseux · Maireux · Rafhay · Sonkeu · Tignée

Belgische gemeenten · arrondissement Luik · provincie Luik · Wallonië